# ブラックミュージック

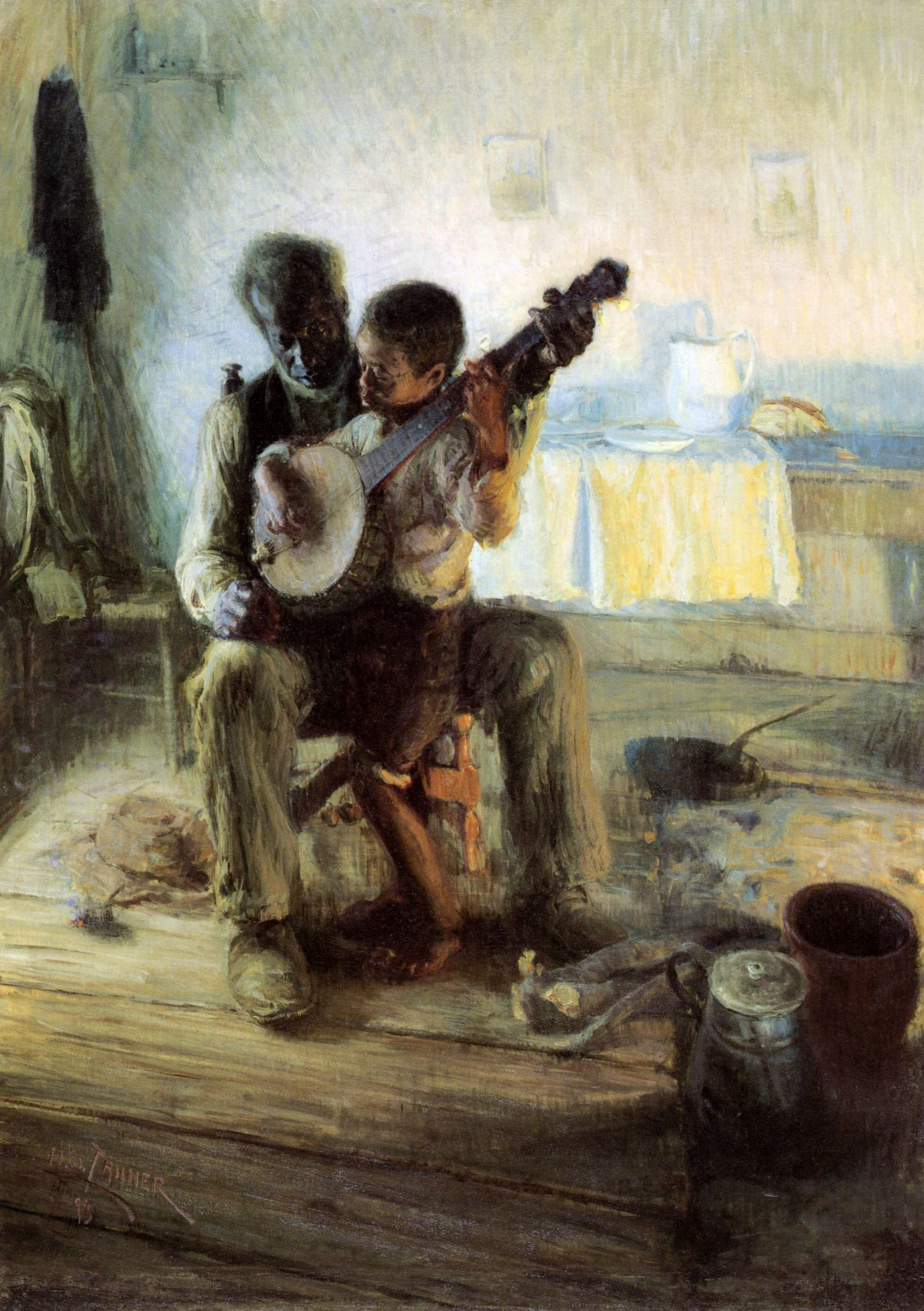
アフリカ系アメリカ人画家ヘンリー・オサワ・タナーによる、バンジョーを練習する黒人を描いた『バンジョーのレッスン』（1893年）

ブラックミュージック (black music) あるいは黒人音楽（こくじんおんがく）とは、アメリカ合衆国をはじめとするアメリカ地域における黒人発祥の音楽の総称を表す言葉。

## 概要
強いビート感・グルーヴ感が特徴。
ブルース、ゴスペル、ソウル、R&B、ジャズ、ファンク、ヒップホップといった現在世界的に様々な形で展開されているジャンルを生み、またポップスやロック、カントリー等にも影響を与え、20世紀に生まれた多くのポピュラー音楽の源泉となった。
大きく分けると黒人霊歌やゴスペルなどの宗教歌 (sacred music) と、奴隷制時代のプランテーション・ソング (work song)から現代のヒップホップまで連なる世俗音楽 (secular music) の二つに分類できるが、その分類も便宜的な機能上のものであって、実質、ブラックミュージックはすべて呼応しあいコールアンドレスポンスのように境界なく連続している。  

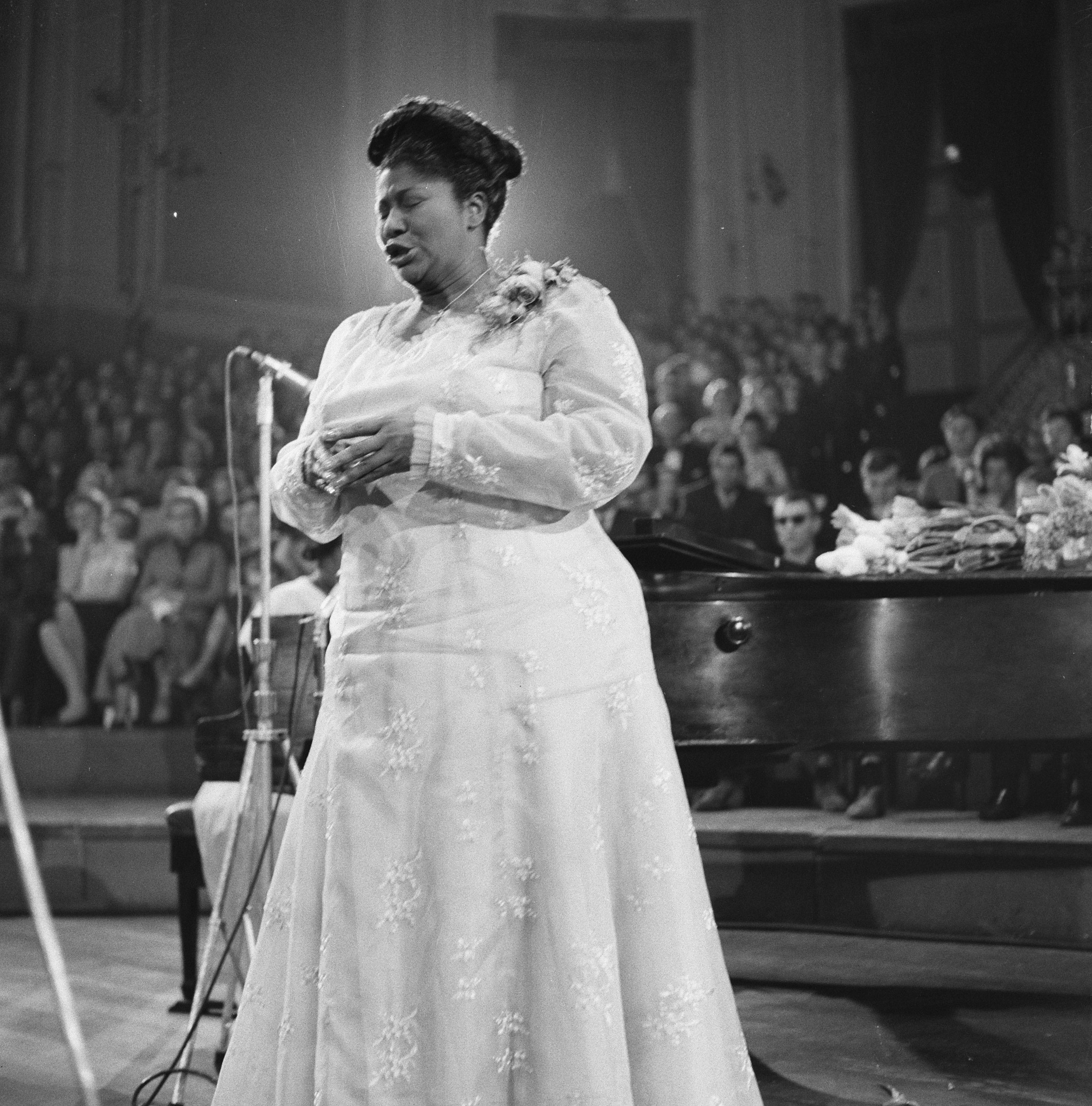
「ゴスペルの女王」と呼ばれたマヘリア・ジャクソン

## 主なジャンル

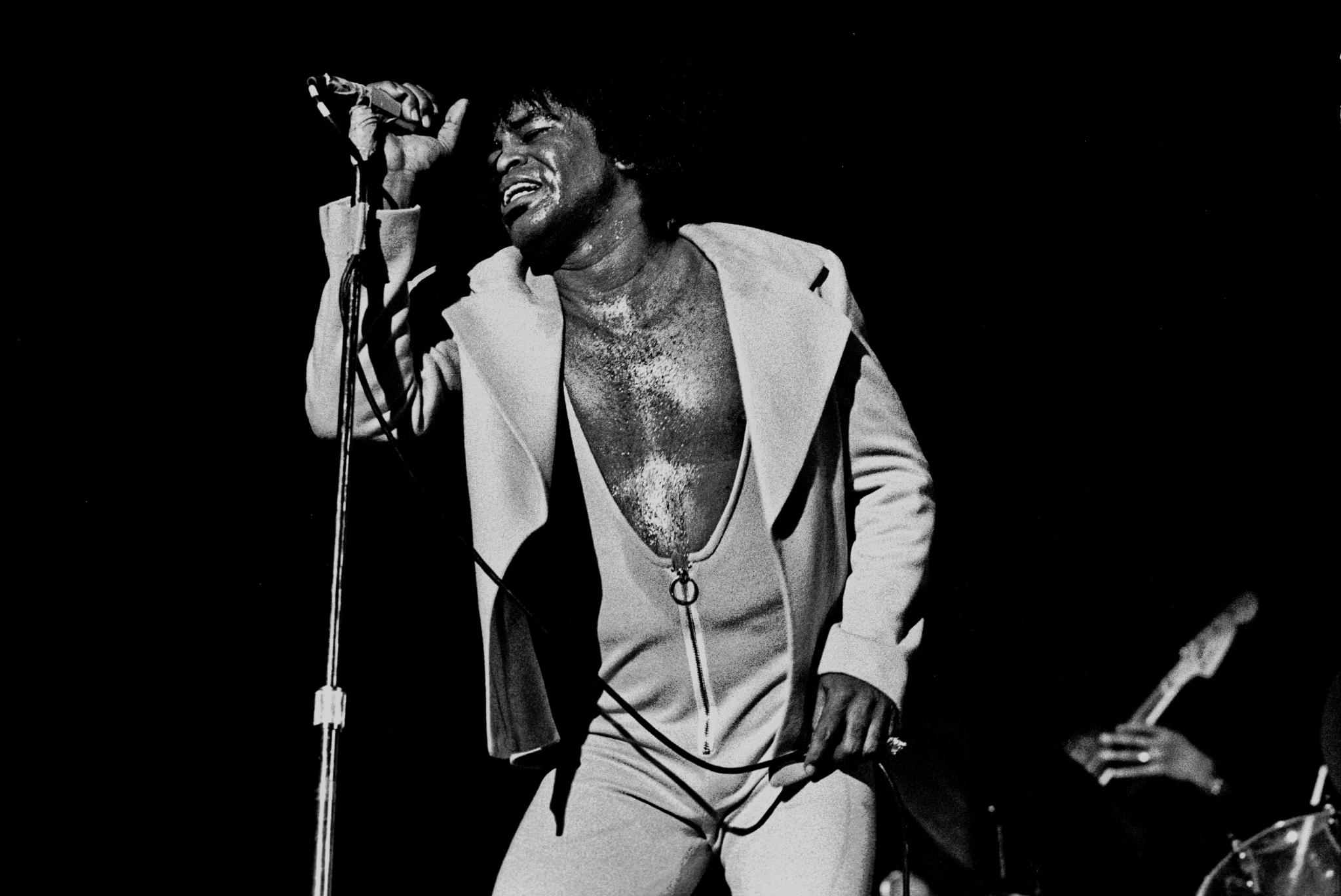
「ゴッドファーザー・オブ・ソウル」と呼ばれたジェームス・ブラウン

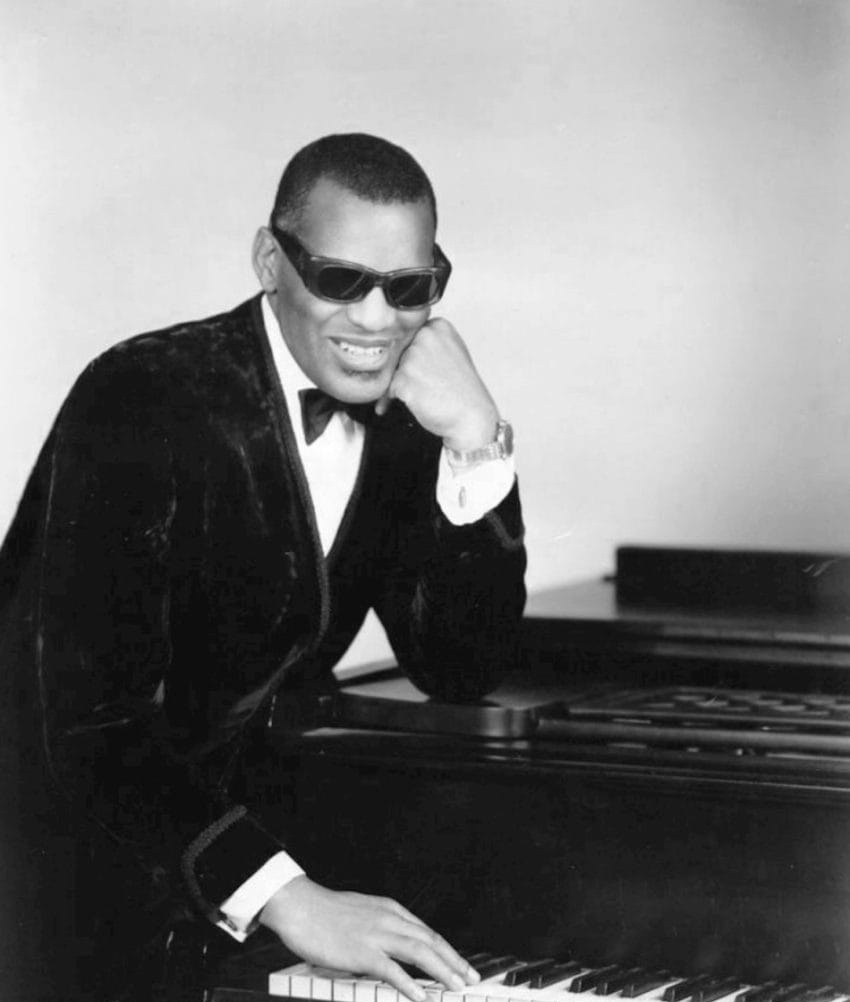
R&Bを代表する歌手レイ・チャールズ

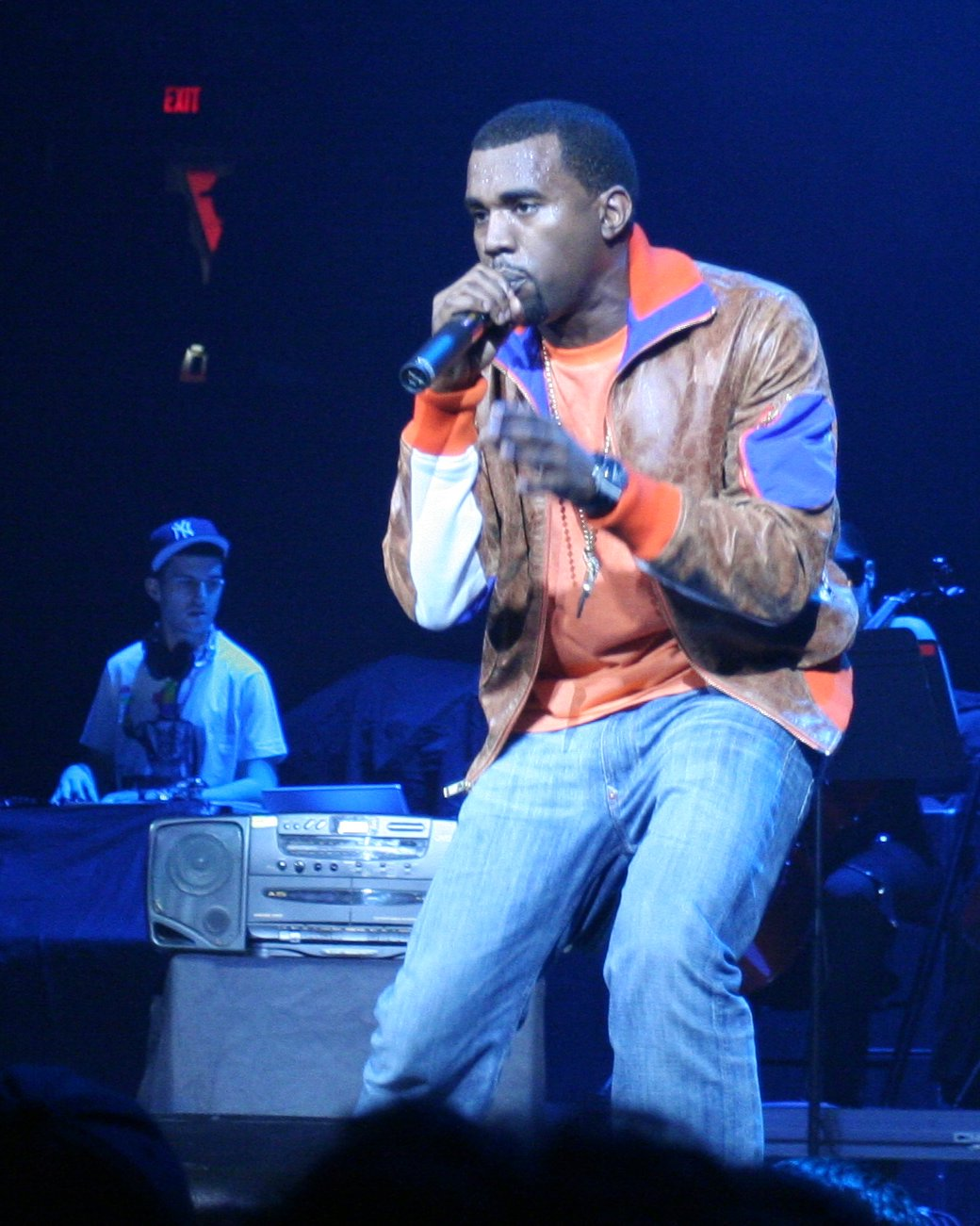
最も影響力のあるラッパーの一人とされるカニエ・ウェスト

- プランテーション・ソング
- 黒人霊歌
- ブルース
- ゴスペル
- ジャズ
- ロック
- ソウル

- ファンク
- R&B

- メント
- カリプソ
- スカ
- ロックステディ
- ナイヤビンギ
- レゲエ
- ラップ

- ヒップホップ
- ゴーゴー
- ニュージャックスウィング
- グラウンド・ビート
- サンバ
- マンボ
- ダブ
- ルンバ
- ディスコ
- ザディコ
- ディープ・ファンク
- ロックンロール
- ブラック・コンテンポラリー
- コンテンポラリー・R&B